# Leon Greenwood
Leon Greenwood, född 13 juni 1997 i West Yorkshire, är en brittisk bobåkare och friidrottare.

## Karriär
Vid EM 2025 i Lillehammer tog Greenwood brons tillsammans med Brad Hall, Taylor Lawrence och Arran Gulliver i fyrmannabob.